# Пельник
Пельник (пол. Pelnik, нім. Pulfnick) — село в Польщі, у гміні Лукта Острудського повіту Вармінсько-Мазурського воєводства.
Населення — 271 особа (2011).

## Демографія
Демографічна структура станом на 31 березня 2011 року:
|          | Загалом | Допрацездатний вік | Працездатний вік | Постпрацездатний вік |
| -------- | ------- | ------------------ | ---------------- | -------------------- |
| Чоловіки | 136     | 27                 | 99               | 10                   |
| Жінки    | 135     | 32                 | 78               | 25                   |
| Разом    | 271     | 59                 | 177              | 35                   |